# Yoriko Shōno
Yoriko Shōno  (笙野 頼子?), nata Yoriko Ishikawa, (Yokkaichi, 16 marzo 1956) è una scrittrice giapponese.

## Biografia
Yoriko Shōno nacque a Yokkaichi e crebbe a Ise. Studiò leggi nell'Università Ritsumeikan di Kyoto e cominciò a scrivere nei suoi anni universitari.
Nel 1991 con la sua collezione di storie Nani mo Shitenai, ottenne il Premio letterario Noma per scrittori debuttanti. Ebbe popolarità quando la sua storia Ni Hyaku Kaiki vinse il Premio Mishima Yukio nel 1994 e quello stesso anno ottenne il Premio Akutagawa con Time Slip Kombinat.
Le sue opere sono inedite in Italia.

## Opere
- Nani mo Shitenai (1991)
- Ni Hyaku Kaiki (1994)
- Time Slip Kombinat (1994)
- Gokuraku (1994)
- Haha no Hattatsu (1996)
- Yūkai Morimusume Ibun (2001)
- Suishōnai Seido (2003)